# Taeniophyllum pubicarpum
Taeniophyllum pubicarpum är en orkidéart som beskrevs av Rudolf Schlechter. Taeniophyllum pubicarpum ingår i släktet Taeniophyllum och familjen orkidéer. Inga underarter finns listade i Catalogue of Life.